# Souvigné-sur-Même
Souvigné-sur-Même és un municipi francès situat al departament del Sarthe i a la regió de País del Loira. L'any 2007 tenia 177 habitants.

## Demografia

### Població
El 2007 la població de fet de Souvigné-sur-Même era de 177 persones. Hi havia 68 famílies de les quals 8 eren unipersonals (4 homes vivint sols i 4 dones vivint soles), 28 parelles sense fills, 28 parelles amb fills i 4 famílies monoparentals amb fills.
La població ha evolucionat segons el següent gràfic:
Habitants censats

### Habitatges
El 2007 hi havia 87 habitatges, 68 eren l'habitatge principal de la família, 12 eren segones residències i 7 estaven desocupats. Tots els 87 habitatges eren cases. Dels 68 habitatges principals, 59 estaven ocupats pels seus propietaris i 9 estaven llogats i ocupats pels llogaters; 5 tenien dues cambres, 7 en tenien tres, 12 en tenien quatre i 44 en tenien cinc o més. 45 habitatges disposaven pel capbaix d'una plaça de pàrquing. A 19 habitatges hi havia un automòbil i a 47 n'hi havia dos o més.

### Piràmide de població
La piràmide de població per edats i sexe el 2009 era:
| Homes | Edats   | Dones |
| ----- | ------- | ----- |
| 0     | 95 o +  | 0     |
| 0     | 90 a 94 | 0     |
| 0     | 85 a 89 | 8     |
| 0     | 80 a 84 | 0     |
| 0     | 75 a 79 | 0     |
| 0     | 70 a 74 | 0     |
| 4     | 65 a 69 | 4     |
| 4     | 60 a 64 | 0     |
| 0     | 55 a 59 | 0     |
| 0     | 50 a 54 | 4     |
| 4     | 45 a 49 | 4     |
| 16    | 40 a 44 | 12    |
| 12    | 35 a 39 | 4     |
| 4     | 30 a 34 | 12    |
| 4     | 25 a 29 | 0     |
| 4     | 20 a 24 | 0     |
| 4     | 15 a 19 | 8     |
| 12    | 10 a 14 | 12    |
| 20    | 5 a 9   | 4     |
| 0     | 0 a 4   | 8     |

## Economia
El 2007 la població en edat de treballar era de 123 persones, 91 eren actives i 32 eren inactives. De les 91 persones actives 87 estaven ocupades (50 homes i 37 dones) i 4 estaven aturades (4 dones i 4 dones). De les 32 persones inactives 16 estaven jubilades, 10 estaven estudiant i 6 estaven classificades com a «altres inactius».

### Ingressos
El 2009 a Souvigné-sur-Même hi havia 72 unitats fiscals que integraven 190 persones, la mediana anual d'ingressos fiscals per persona era de 21.259 €.

### Activitats econòmiques
Dels 6 establiments que hi havia el 2007, 2 eren d'empreses de construcció, 1 d'una empresa de comerç i reparació d'automòbils, 1 d'una empresa d'informació i comunicació, 1 d'una empresa de serveis i 1 d'una empresa classificada com a «altres activitats de serveis».
Dels 2 establiments de servei als particulars que hi havia el 2009, 1 era un paleta i 1 empresa de construcció.
L'any 2000 a Souvigné-sur-Même hi havia 8 explotacions agrícoles que ocupaven un total de 300 hectàrees.

## Poblacions més properes
El següent diagrama mostra les poblacions més properes.